# Bruegger's
A Bruegger's Enterprises, Inc. é um operador de restaurantes e uma filial da empresa JAB Holding Company, sediada em Luxemburgo. A Bruegger's e a sua filial a 100 %, Threecaf Brands Canada, Inc., são franchisadores e operadores das padarias-cafés Bruegger's e da Michel's Baguette.
A Bruegger's Bagels produz cerca de 70 milhões de bagels por ano e detém o Guinness World Record de produção do maior bagel do mundo. A empresa é conhecida por ser a maior padaria de autênticos bagels cozidos em chaleira ao estilo de Nova Iorque nos Estados Unidos, sendo que cada local coze os seus 14 sabores de bagels no local, todas as manhãs, em pequenos lotes. A Bruegger's também é especializada em queijo creme fabricado em Vermont, servido em mais de 11 sabores. Para além dos bagels, o Bruegger's tem um menu regular para jantar, levar ou entregar, incluindo: sanduíches de ovo, sanduíches de charcutaria, muffins, bolachas, acompanhamentos, bem como café, bebidas expresso, bebidas geladas, chá e refrigerantes. A Bruegger's opera aproximadamente 190 restaurantes em 16 estados dos Estados Unidos e no Distrito de Columbia.

## História
A Bruegger's foi fundada em 1983 por Nordahl Brue e Mike Dressell, com a abertura da primeira loja em Troy, Nova Iorque.
A empresa foi comprada pela Quality Dining (um franchisado) em junho de 1996 por US$ 142 milhões em ações, com os fundadores a integrarem o conselho de administração da Quality Dining. A fusão não foi confortável; num curto espaço de tempo, Brue e Dressell ficaram preocupados com as operações em curso e com a margem de crescimento, o que levou a um processo crítico junto da Securities and Exchange Commission (SEC) dos Estados Unidos, alegando falta de direção estratégica. Com uma participação conjunta de 26%, Brue e Dressell apelaram à reorganização da Quality Dining, o que resultou na revenda da Bruegger's a Brue e Dressel em outubro de 1997 por US$ 45 milhões. Brue referiu-se desde então à venda original como parte do seu “maior erro”.
Em maio de 2003, James J. Greco e Sun Capital Partners adquiriram a empresa aos fundadores.
Atualmente, cerca de 190 estabelecimentos da Bruegger's operam em 16 estados dos Estados Unidos e no Distrito de Columbia. A empresa tem a sua sede em Burlington, Vermont. A Bruegger's anunciou uma receita de US$ 200 milhões em 2008.
Em 13 de novembro de 2009, a Bruegger's adquiriu as operações de retalho da Timothy's World Coffee, da mmmuffins e da Michel's Baguette através de uma subsidiária detida a 100% denominada ThreeCaf Brands Canada, Inc. A Bruegger's tenciona continuar as operações das três marcas. As três marcas combinadas operavam aproximadamente 140 locais.
Em 17 de março de 2011, o Groupe Le Duff de França anunciou a compra da Bruegger's. O Le Duff já tem uma presença nos Estados Unidos com a sua marca La Madeleine, que tem 60 unidades no país. A Le Duff planeia “Francificar” alguns locais da Bruegger's e combinar outras unidades com pontos de venda da Brioche Dorée. A primeira Bruegger's europeia abriu em Rennes em 2013 (Paris e Toulouse em 2015).
Em dezembro de 2011, James J. Greco anunciou que deixaria o cargo de CEO no final do ano para procurar outras oportunidades.
Em 24 de agosto de 2017, foi anunciado que o proprietário da Bruegger's, Le Duff America, anunciou que a Caribou e o seu proprietário privado, JAB Holdings, tinham concordado em comprar a cadeia de bagels. Os termos do negócio, que foi fechado no final de setembro, não foram divulgados. Em dezembro de 2017, a Bruegger's fechou 30 locais, principalmente nos mercados do Leste dos Estados Unidos.
Em abril de 2018, a Threecaf Brands vendeu a Timothy's World Coffee e os mmmuffins à empresa canadiana MTY Food Group por US$ 1,7 milhões, dos quais US$ 1,2 milhões, 0,2 milhões em passivos assumidos e 0,3 milhões como reserva de lucros.

### Subsidiárias

#### Michel's Bakery Café
A Michel's Bakery Café, anteriormente designada Michel's Baguettes, é uma padaria-café canadense fundada em 1980, que opera restaurantes em todo o Canadá. A empresa é uma das maiores cadeias de padarias-cafés do Canadá e opera tanto em regime de empresa como de franquia. A empresa foi adquirida pela Timothy's Coffees of the World Inc. em 2001. A Timothy's continuou a explorar as lojas Michel's Bakery Café sob a sua designação comercial original, Michel's Baguette. Em 13 de novembro de 2009, a Michel's Baguette foi vendida à Bruegger's Enterprises, Inc., juntamente com a Timothy's Coffee e a mmmuffins, através de uma subsidiária integral denominada ThreeCaf Brands Canada Inc. A Bruegger's continuou a operar estas cadeias. Desde então, a empresa revitalizou as suas operações, renovou a sua estética e mudou o seu nome para Michel's Bakery Café.

## Recorde mundial
Em 27 de agosto de 2004, a Bruegger's criou o maior bagel do mundo, que detém atualmente o Guinness World Record. O bagel pesava 394 kg (868 libras) e necessitava de 500 kg (1.100 libras) de massa, 3.400 L (750 imp gal) de água e 10 horas de cozedura. Foi cozinhado na New York State Fair e foi cortado e servido aos espectadores, que foram encorajados a fazer donativos para beneficiar os bancos alimentares locais.